# Innerpartysystem
Innerpartysystem — американская музыкальная группа, организованная в 2006 году. Состояла из Патрика Ниссли, Джареда Пиккона и Криса Бармана.
Дебютный EP альбом The Download EP был выпущен в ноябре 2007 года, также в сентябре 2008 года был издан одноимённый альбом Innerpartysystem.
Группа в основном занималась ремиксами. После дебютного альбома группа работала над вторым ЕР, название которого — Never Be Perfect.

## История

### Дебютный одноименный альбом (2008)
Группа анонсировала свой первый альбом в мае 2008 для главного альбомного сингла «Don’t Stop». Одноименный альбом был позже анонсирован 29 сентября 2008 года. Трек «Don’t Stop» EA Sports использовала в игре Madden NFL 09. «Heart on Fire» появилась в игре от Criterion Games «Burnout: Paradise». Инструментальная версия песни «This Empty Love» из альбома группы также известна в гоночной видеоигре Need for Speed: Undercover.

### Never Be Content (2011)
В январе 2011 группа анонсировала дату выхода долгожданного ЕР: 22 февраля — в цифровом виде и 29 марта — на физических носителях. 14 февраля по ошибке сайта, издающего цифровые копии альбомов, новая пластинка команды попала в Сеть. В тот же день распространение быстро пресекли, но многие успели скачать данную копию.

### Распад группы
2 Августа 2011 музыканты вывесили на официальном сайте новость o том, что группа распалась.
Каждый участник группы стал заниматься сольными проектами.

## Дискография

### Альбомы
| Название         | Дата релиза      |
| ---------------- | ---------------- |
| Innerpartysystem | 30 сентября 2008 |

### Мини-альбомы
| Название         | Дата релиза     |
| ---------------- | --------------- |
| Download EP      | 6 января 2007   |
| Heart On Fire    | 18 мая 2009     |
| Never Be Content | 22 февраля 2011 |

### Синглы
| Название                 | Дата релиза      |
| ------------------------ | ---------------- |
| Don’t Stop               | 30 июня 2008     |
| Die Tonight Live Forever | 22 сентября 2008 |
| Heart On Fire            | 4 мая 2009       |
| American Trash           | 18 мая 2010      |